# Flughafen Bhuj

i8
i11
i13
Der nur ca. 78 m hoch gelegene Flughafen Bhuj (englisch Bhuj Airport, IATA-Code: BHJ, ICAO-Code: VABJ) ist ein ausschließlich national genutzter Flughafen nur ca. 6 km (Fahrtstrecke) nördlich des Stadtzentrums der Großstadt Bhuj im nordwestindischen Bundesstaat Gujarat.

## Geschichte
Ein Flugfeld existierte bereits zur Zeit des Fürstenstaats Kachchh. In den 1950er oder 1960er Jahren übernahmen indische Behörden das Gelände und bauten es zu einem Flughafen aus. Während des Bangladesch-Krieges (1971) bombardierte die Pakistanische Luftwaffe den Flughafen. Seit dem Jahr 1995 betreibt die Airports Authority of India (AAI) den Flughafen.

## Flugverbindungen
Derzeit bestehen tägliche nationale Verbindungen mit Turboprop-Flugzeugen nach Mumbai.

## Sonstiges
- Betreiber des Flughafens sind die Indian Air Force und die Airports Authority of India.
- Die Start- und Landebahn hat eine Länge von ca. 2501 m.